# Baradari di Hazuri Bagh
Il Baradari di Hazuri Bagh è un padiglione in marmo bianco situato all'interno del complesso dell'Hazuri Bagh di Lahore, in Pakistan. Fu costruito nel 1818 per volere del maharaja Ranjit Singh, governatore Sikh dell'India.
Eleganti colonne in marmo intarsiato sostengono i raffinati archi cuspidati. L'area centrale, dove il maharaja teneva la corte, aveva un pavimento composto da specchi. Il padiglione si sviluppava in origine su due piani, ma fu danneggiato da un fulmine nel 1932.

## Galleria d'immagini

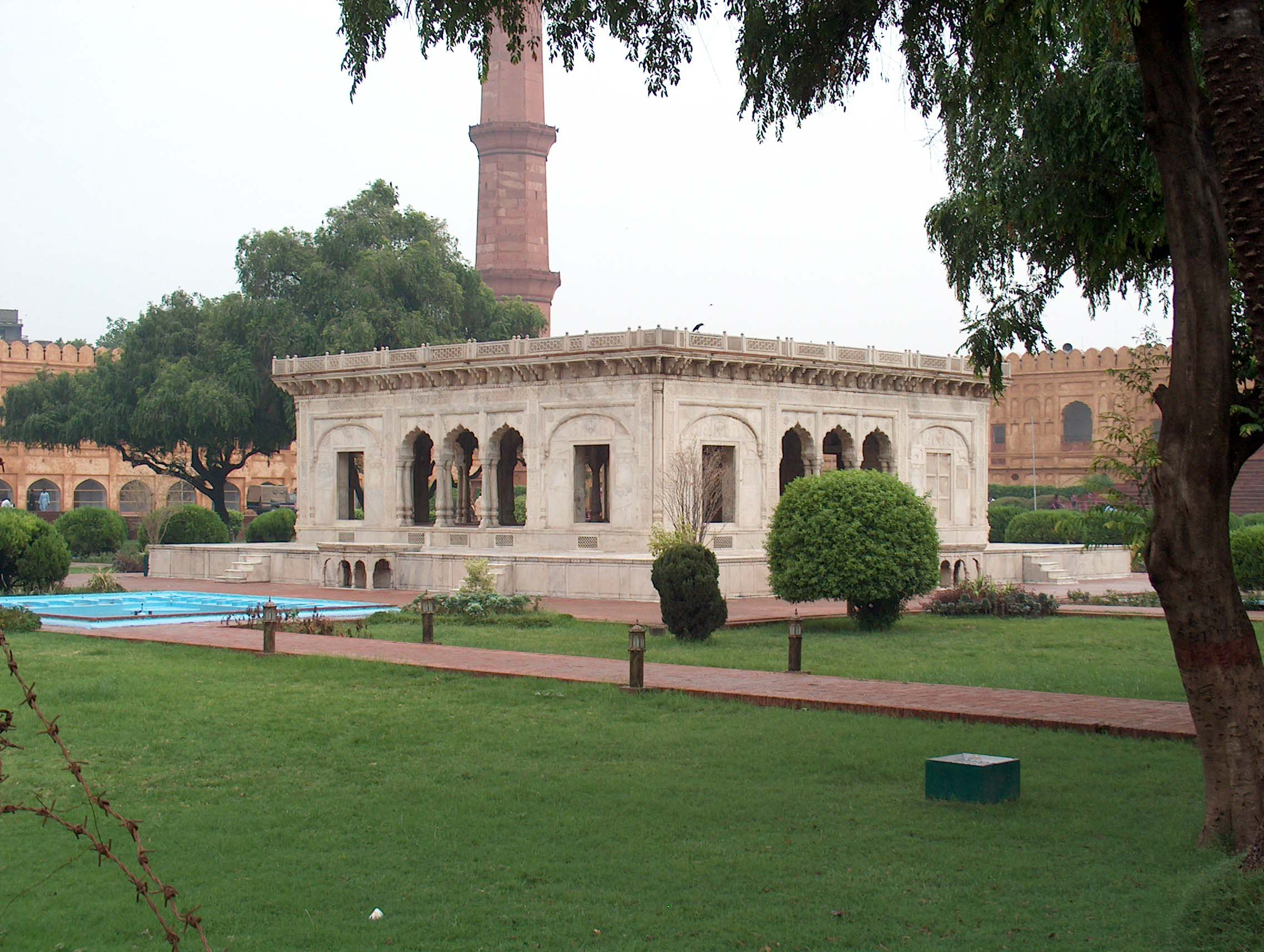
Vista delle facciate est e nord del Baradari di Hazuri Bagh
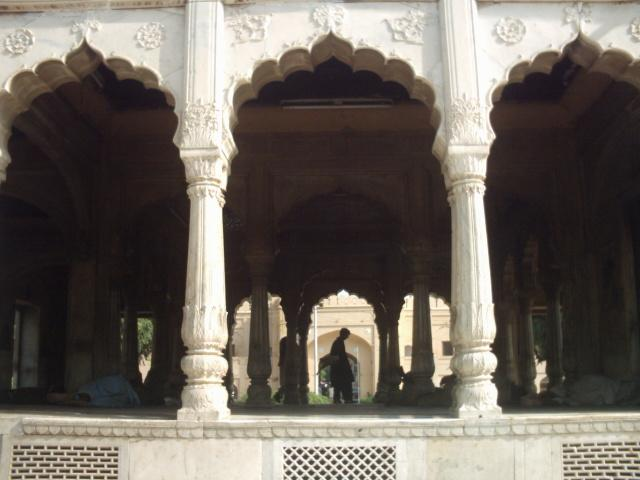
Particolare delle arcate.